# 寧芙神廟

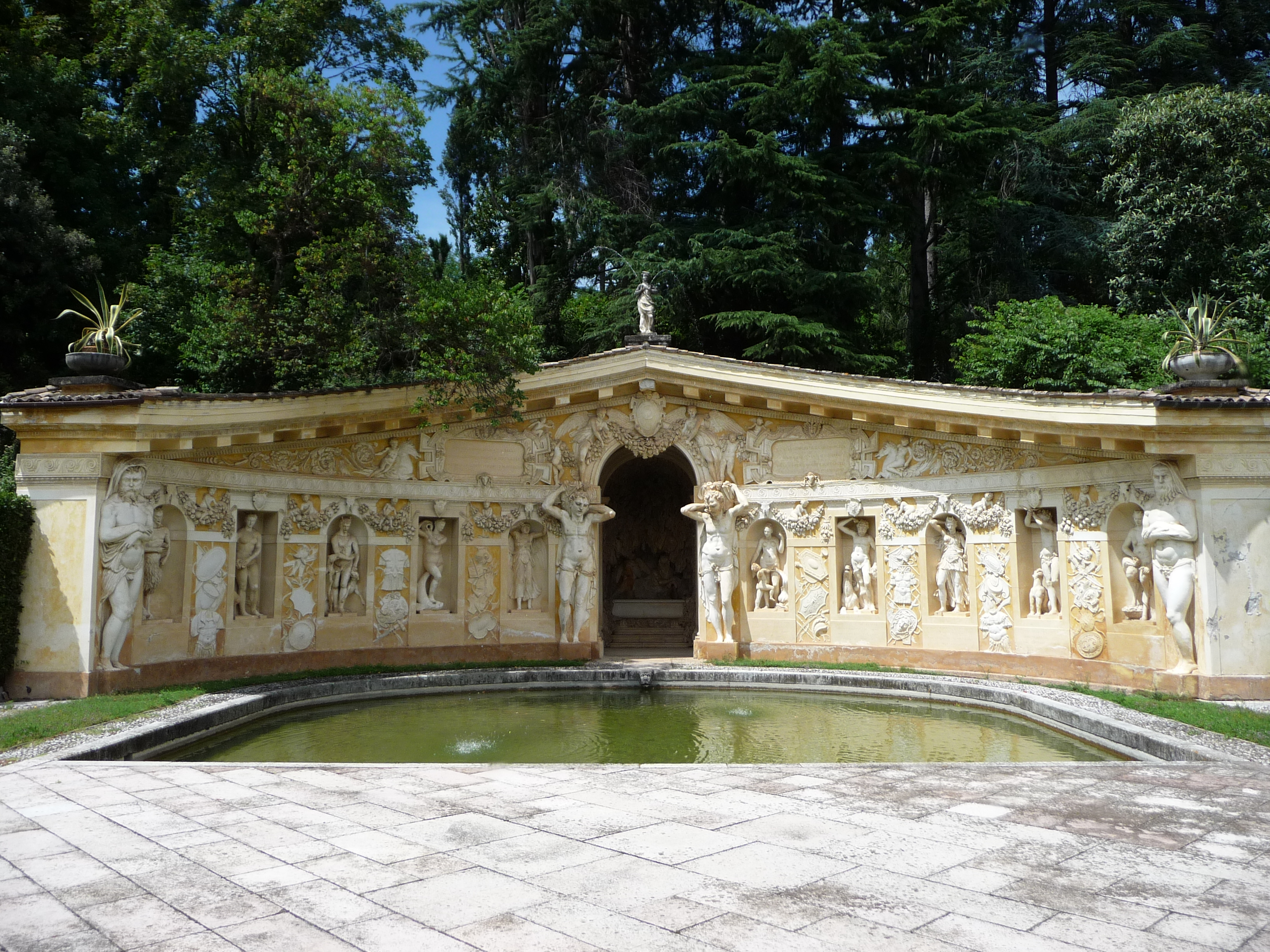
威尼托的寧芙神廟

寧芙神廟是一種古希臘和古羅馬神廟，祭祀寧芙，特別是水寧芙。這些神廟最初使用天然洞窟，後來也有使用人工洞窟的寧芙神廟。在羅馬帝國最北部的哈德良長城也有科文提納的寧芙神廟。